# Broken Boy Soldiers
Broken Boy Soldiers to debiutancki album zespołu The Raconteurs.  Pochodzący z tej płyty utwór "Steady, As She Goes" został pierwszym przebojem zespołu, na listach przebojów w Anglii dotarł do 4. miejsca, a w Stanach Zjednoczonych do 7.

## Lista utworów
1. "Steady, As She Goes" – 3:35
2. "Hands" – 4:01
3. "Broken Boy Soldier" – 3:02
4. "Intimate Secretary" – 3:30
5. "Together" – 3:58
6. "Level" – 2:21
7. "Store Bought Bones" – 2:25
8. "Yellow Sun" – 3:20
9. "Call It a Day" – 3:36
10. "Blue Veins" – 3:52